# Pavel Pistorius z Lucka
Pavel Pistorius z Lucka (25. ledna 1552, Žatec – 1630) byl český kněz a spisovatel.

## Životopis
Prvního vychování se mu dostalo u jezuitů nejspíše v Chomutově. Dne 21. září 1570 byl posvěcen na akolytu, načež byl poslán do Říma,kde studoval filosofii a bohosloví a dosáhl gradu mistra svobodných umění. Nějaký čas byl i v Itálii profesorem matematiky, později povolán za profesora do Vídně, kde přednášel matematiku a filosofii, ve vyšších třídách učil náboženství. Nějaký čas byl i profesorem matematiky v Praze. Roku 1586 ve věku již pokročilejším vysvěcen za kněze, načež vystoupil z tovaryšstva Ježíšova pracoval v duchovní správě jako kazatel. Ke konci roku 1595 dostal se za arciděkana do Plzně, ale vzájemné vztahy s místním měšťanstvem nebyly zrovna ideální.
Dne 9. července 1597 se stal doktorem teologie a téhož dne obdařen také erbem a preadikátem. Stalo se tak zásluhou probošta kostela Pražského Jiřího Bertholda Pontana z Breitenberka, který na základě rozsáhlé kompetence falckrabské, udělené mu císařem Rudolfem II. dne 1. ledna 1593 povýšil Pistoria na doktora i na šlechtice a tohoto druhého povýšení učasným učinil také jeho bratra Jana se všemi jeho potomky. Oboje vyznamenání bylo snad odměnou za horlivost, s jakou si v duchovní správě v Plzni počínal anebo – a to se zdá pravděpodobnější – mělo sloužit mu jaksi za oporu v nesnadné situaci, ve které se hned na počátku svého působení v Plzni ocitl.
Dne 13. září 1601 byl Pavel Pistorius jmenován děkanem karlštejnským, roku 1603 byl zvolen za kanovníka a v roce 1617 vyšehradským kapitulním děkanem. Za svého působení na Karlštejně vezl třikrát českou korunu do Prahy – a to pro korunovaci Matyáše, Anny a Ferdinanda II. Zastával tedy jedno z nejčestnějších míst v zemi. Erb Pistoriů z Lucka představuje lidskou ruku vyčnívající zpoza hradeb a v prstech držící prsten. Jedná se o znázornění jeho funkce strážce pokladu. Karlštejnský zvon sv. Kateřiny nese tento erb s latinským nápisem pod ním. Pavel Pistorius byl i zakladatelem první matriky na Karlštejně (Budnanské) a k vidění jsou i dva dřevěné posmaltované svícny, které tvoří část Karlštejnského pokladu.
Po roce 1617 přesídlil Pavel Pistorius na Vyšehrad a počátky jeho děkanování padly do doby velice kritické. Hned v prvním roce musel se starat o záchranu klenotů kapitulních a archívu. Obé opatřené v truhlách i pytlích svěřil ochraně jeptišek řádu sv. Dominika v klášteře sv. Anny na Starém městě Pražském a obé uniklo šťastně slídilům vyslaným od nekatolíků i do tohoto kláštera. Poškozen byl pouze archív. Roku 1620 byl děkan Pistorius neohroženým mluvčím katolíků před radou Nového města Pražského a staral se velice o to, aby bylo kapitule Vyšehradské navráceno vše, co jí během dlouhých let bylo odcizeno. Již jako kanovník vyšehradský r. 1612 přispěl 100 kopami na opravu škod způsobených větrem na krytbě Vyšehradského chrámu. Jako děkan vystavěl r. 1621 na svůj náklad novou rezidenci pro kanovníka asi 20 kroků od hřbitova směrem k východu. Roku 1622 daroval koleji sv. Klimenta na Starém městě Pražském svou na tu dobu velice bohatou knihovnu, jejíž cena byla odhadnuta na 3 000 zlatých.
Zemřel ve vysokém věku bezmála 80 let na počátku roku 1630.